# フェリックス・ディアス (ボクサー)
フェリックス・ディアス（Félix Díaz、1983年12月10日 - ）は、ドミニカ共和国のプロボクサー。サントドミンゴ出身。北京オリンピックライトウェルター級金メダリスト。

## 来歴

### アマチュア時代
2002年サンサルバドルで行われた中央アメリカ・カリブ海競技大会、2003年故郷サントドミンゴで開催されたパンアメリカン競技大会でいずれもライト級で金メダルを獲得した。
2004年アテネオリンピックに出場したが初戦で今大会銅メダルを獲得するセリク・エルオフに敗れ敗退した。
2007年シカゴで行われた世界ボクシング選手権に出場したが初戦はレフェリーストップ勝ち（RSC）勝ちを収めたが、2回戦でアテネオリンピック金メダリストで優勝候補だったマナッス・ブンジャムノンを破った川内将嗣に敗れ敗退した。
2008年北京オリンピックライトウェルター級に出場。初戦を11-4の判定勝ち、2回戦は11-11の引き分けだったが優勢勝ちとなり突破、準々決勝は11-6の判定勝ち、準決勝はアレクシス・バスティーヌに12-10の判定勝ち、決勝は前回大会優勝のマナッス・ブンジャムノンに12-4の判定勝ちを収め金メダルを獲得した。なおドミニカ共和国のボクシング選手でメダルを獲得したのは1984年ロサンゼルスオリンピックバンタム級で銅メダルを獲得したペドロ・ノラスコ以来24年ぶりとなった。
2009年3月6日、キューバから亡命したギレルモ・リゴンドウ、ユニエル・ドルティコス、ユデル・ジョンソン、ヨルダニス・デスパイネと共にアリーナ・ボックス・プロモーションズと契約を交わしてプロに転向した。

### プロ時代
2009年6月29日、故郷サントドミンゴのコリセオ・カルロス・テオ・クルスでウーゴ・ペチェコとスーパーライト級6回戦でプロデビュー（結果は1回2分11秒TKO勝ち）。
2009年9月18日、マイアミのフォンテインブレウ・ホテルでオマール・ブラウンとスーパーライト級4回戦でアメリカデビュー、初回1分28秒TKO勝ち。
2014年4月18日、マイク・タイソン率いるアイロン・マイク・プロダクションズと契約を結び、ペンシルベニア州モンロービルのコンベンション・センターでエマヌエル・ラルテイ・ラーティとウェルター級8回戦を行い、2-1（2者が77-75、75-77）の判定勝ち。
2014年11月21日、オクラホマ州タルサのハードロック・ホテル・アンド・カジノでアドリアン・グラナドスとFECARBOXスーパーライト級王座決定戦を行い、10回2-0（97-91、98-91、94-94）の判定勝ちを収め王座を獲得した。
2015年4月11日、アイロン・マイク・プロダクションズからディベイラ・エンターテイメントに移籍し、ブルックリンのバークレイズ・センターでガブリエル・ブラセロとウェルター級10回戦を行い、3-0（97-91、96-92、98-90）の判定勝ち。
2015年10月17日、バージニア州フェアファックスのイーグルバンク・アリーナで元スーパーライト級統一王者ラモン・ピーターソンとウェルター級12回戦を行い、12回0-2（114-114、112-116、111-117）の判定負け。
2017年5月20日、ニューヨークのマディソン・スクエア・ガーデンでWBC・WBO世界スーパーライト級統一王者のテレンス・クロフォードと対戦し、ディアスの10回終了時棄権によりWBC王座の獲得に失敗、WBO王座の獲得にも失敗した。
2018年4月27日、フランシスコ・サンタナと対戦し、判定負け。

## 獲得タイトル
- FECARBOXスーパーライト級王座